# سانتو أنطونيو دي جيسوس
سانتو أنطونيو دي جيسوس هي مدينة، وبلدية في البرازيل، تتبع باهيا، بلغ عدد سكانها 77٬368  نسمة، في 2000، تبلغ مساحتها 268٫763 كيلومتر مربع.

## الموقع
تشترك في الحدود مع:
- فارزيدو.

## أعلام
- جونيلسون دا سوزا